# League of the South
La League of the South és una agrupació neoconfederada i sudista apareguda el 1980, de caràcter nacionalista i secessionista dels EUA. Demana els mateixos drets que Quebec i reclama com a ideòlegs tant Edmund Burke com Karl Marx. Són cristians conservadors, reclamen els vells símbols (bandera, himne) i defensa els drets dels estats, l'autogovern i els drets individuals de la segona esmena. Ha estat acusat de racisme, tot i que hi ha alguns negres entre els seus activistes com H. K. Edgerton, antic cap de la NAACP d'Asherville (Carolina del Nord). La seva base és a Tuscaloosa (Alabama). El 2005 tenia uns 10.000 membres i el seu cap era Michael Hill.